# Joan Franka
Joan Franka, właśc. Ayten Kalan (ur. 2 kwietnia 1990 w Rotterdamie) – holenderska wokalistka i gitarzystka, grająca muzyki pop-folkowej.
Uczestniczka pierwszej edycji programu The Voice of Holland (2010). Reprezentantka Holandii w 57. Konkursie Piosenki Eurowizji (2012).

## Życiorys
Urodziła się w Rotterdamie jako druga córka Holenderki i Turka, który zmarł, kiedy miała dwa lata. Już jako dziecko interesowała się teatrem, poezją i muzyką, razem ze starszą siostrą pisała musicale i odgrywała je podczas rodzinnych uroczystości pod nazwą J&N. Pierwszy publiczny występ odbyła w wieku 17 lat.
W 2010, pod pseudonimem artystycznym Joan Franka, wzięła udział w pierwszej edycji programu The Voice of Holland, z którego odpadła w piątym odcinku na żywo. W trakcie realizacji programu producent Holger Schwedt zaproponował France współpracę. 26 lutego 2012 zwyciężyła z utworem „You and Me” w finale programu Nationaal Songfestival 2012, dzięki czemu została reprezentantką Holandii w 57. Konkursie Piosenki Eurowizji. Zajęła 15. miejsce w półfinale konkursu. Za produkcję jej występu odpowiadał John de Mol.

## Dyskografia

### Single
| Rok  | Tytuł           | Pozycja na liście | Album |
| Rok  | Tytuł           | NL                | Album |
| ---- | --------------- | ----------------- | ----- |
| 2010 | „Foolish Games” | 42                | —     |
| 2011 | „Promise Me”    | 45                | —     |
| 2012 | „You and Me”    | 1                 | —     |
| 2014 | „Nigel”         | —                 | —     |